# Osborne Reynolds
Osborne Reynolds (Belfast, Irlanda del Nord, 23 d'agost de 1842 - Watchet, Anglaterra, 21 de febrer de 1912), va ser un enginyer i físic irlandès que va realitzar importants contribucions en els camps de la hidrodinàmica i la dinàmica de fluids, sent la més notable la introducció del nombre de Reynolds en 1883.

## Biografia
Osborne Reynolds va néixer a Belfast i es va traslladar amb els seus pares poc després a Dedham, Essex. El seu pare, el reverend Osborne Reynolds, era membre del Queens' College, Cambridge, que treballava com a director d'escola i clergue, però també era un matemàtic molt capaç amb un gran interès per la mecànica. El pare va treure una sèrie de patents per millorar l'equip agrícola, i el fill li atribueix ser el seu mestre principal quan era nen. Reynolds va mostrar una aptitud i un gust primerenc per l'estudi de la mecànica. Al final de la seva adolescència, durant un any abans d'entrar a la universitat, va anar a treballar com a aprenent al taller d'Edward Hayes, un conegut constructor naval a Stony Stratford, on va obtenir experiència pràctica en la fabricació i equipament de vaixells de vapor costaners (i així va obtenir una primera apreciació del valor pràctic de la comprensió de la dinàmica de fluids).
Osborne Reynolds va anar al Queens' College, Cambridge i es va graduar el 1867 com el setè Wrangler en matemàtiques. Havia escollit estudiar matemàtiques a Cambridge perquè, segons les seves pròpies paraules en la seva sol·licitud de professor de 1868, «Des del meu primer record he tingut una afició irresistible per la mecànica i les lleis físiques en què es basa la mecànica com a ciència.... la meva atenció va cridar diversos fenòmens mecànics, per a l'explicació dels quals vaig descobrir que el coneixement de les matemàtiques era essencial». Durant l'any immediatament posterior a la seva graduació a Cambridge, va tornar a ocupar un lloc en una empresa d'enginyeria civil, Lawson i Mansergh de Londres, com a enginyer civil en exercici que treballava amb el sistema de transport d'aigües residuals de Londres (Croydon).
El 1868 va ser nomenat membre de la recentment instituïda Càtedra d'Enginyeria Civil i Mecànica de l’Owens College de Manchester (actualment la Universitat de Manchester), convertint-se en aquell any en un dels primers professors de la història de la universitat del Regne Unit a tenir el títol de Professor d'Enginyeria. Aquesta càtedra havia estat creada i finançada recentment per un grup d'industrials manufacturers a l'àrea de Manchester, i també van tenir un paper destacat en la selecció de Reynolds, de 25 anys, per ocupar el lloc. Aquells anys tan sols hi havia dues d'aquestes càtedres en tota Anglaterra. Reynolds va romandre a l'Owens College durant la resta de la seva carrera; el 1880, el col·legi es va convertir en un col·legi constituent de la recentment fundada Universitat Victoria.
Reynolds considerava que tots els estudiants d'enginyeria havien de tenir un conjunt de coneixements comuns basats en les matemàtiques, la física i particularment els principis fonamentals de la Mecànica Clàssica. Malgrat la seva gran dedicació i interès per l'educació, no era un bon professor, ja que no tenia dots didàctiques i pedagògiques. Les seves assignatures eren difícils de seguir, canviant de tema sense cap connexió ni transició.
Reynolds va ser escollit membre de la Royal Society el 1877 i va rebre la Medalla de la Royal Society el 1888. Es va retirar el 1905 i va morir de grip el 21 de febrer de 1912 a Watchet a Somerset. Va ser enterrat a l’església de Sant Decuman, Watchet.

## Mecànica de fluids

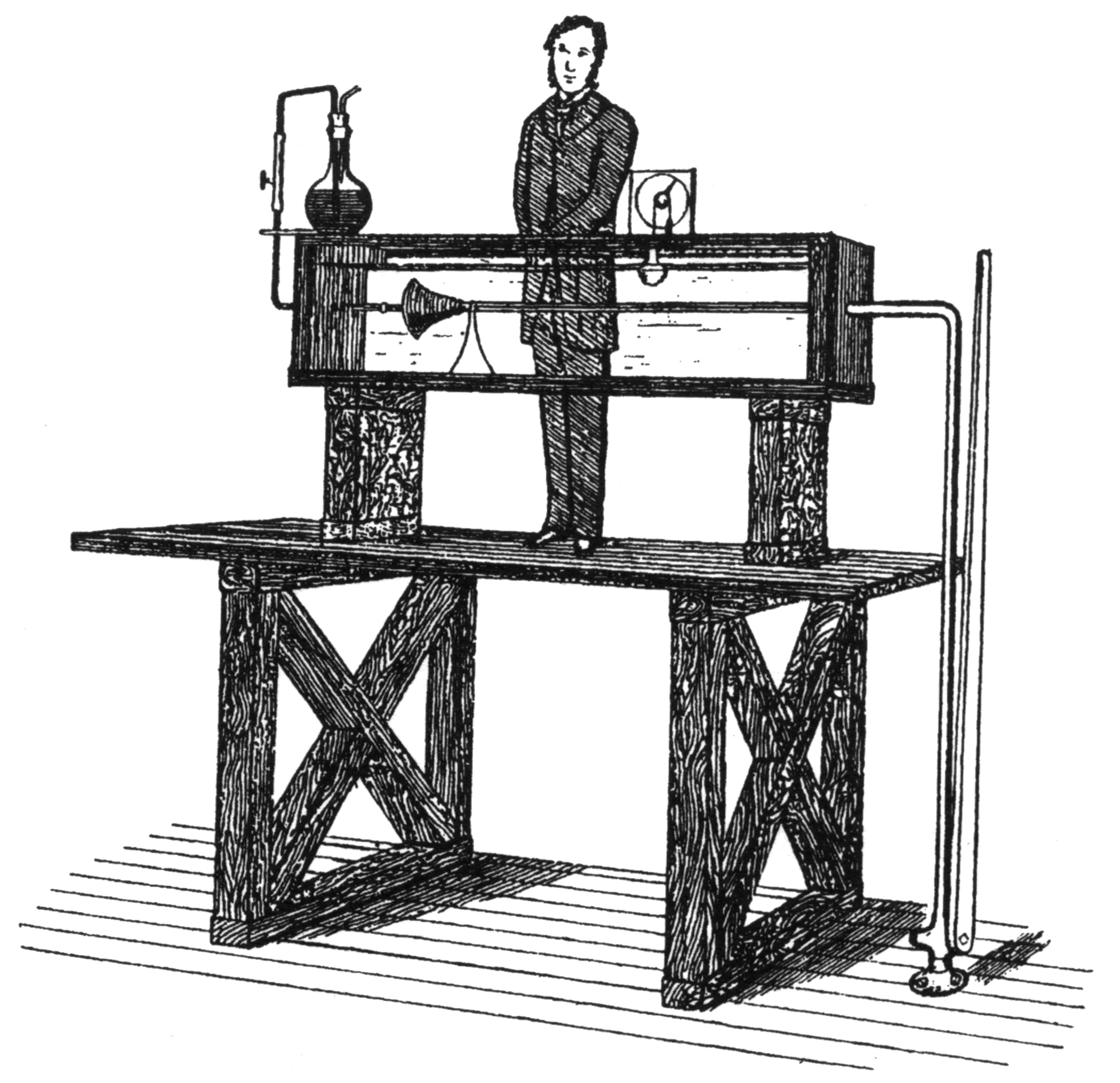
Experiment de Reynolds sobre la dinàmica de fluids en canonades

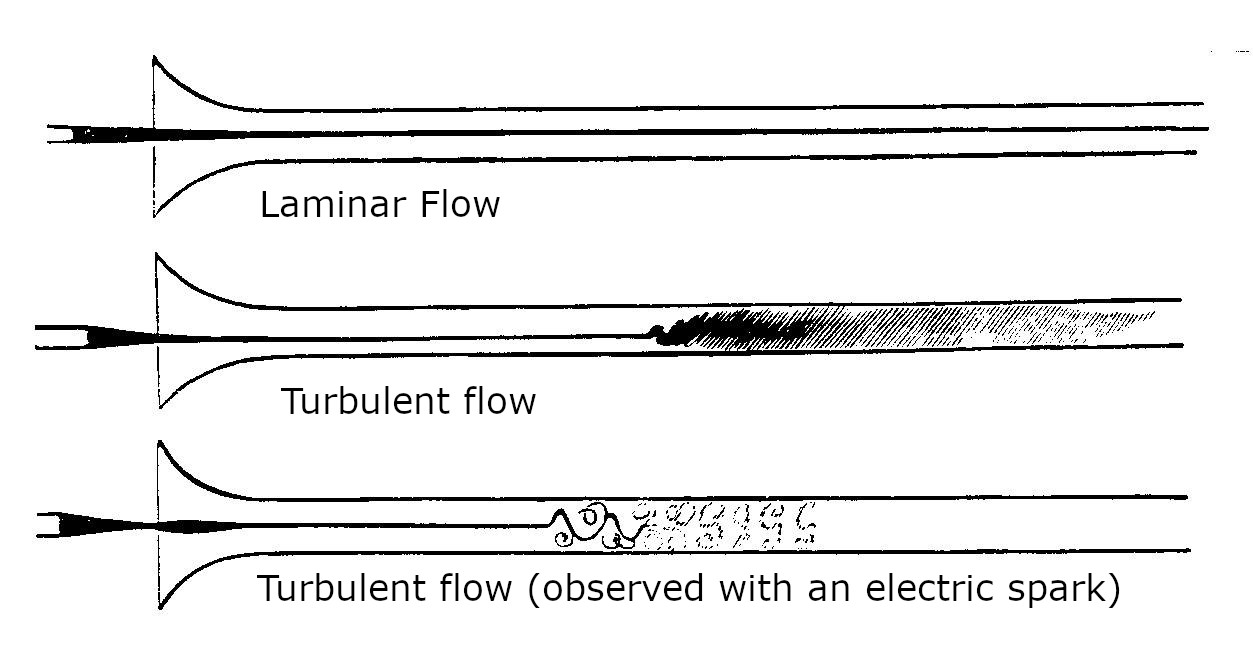
Observacions de Reynolds sobre la naturalesa del flux en els seus experiments

Reynolds va estudiar les condicions en què el flux de fluid a les canonades va passar del flux laminar al flux turbulent. El 1883 Reynolds va demostrar la transició al flux turbulent en un experiment clàssic en què va examinar el comportament del flux d'aigua sota diferents cabals utilitzant un petit raig d'aigua tenyida introduït al centre del flux en una canonada més gran.
La canonada més gran era de vidre de manera que es podia observar el comportament de la capa de flux tenyit, i al final d'aquesta canonada hi havia una vàlvula de control de cabal que s'utilitzava per variar la velocitat de l'aigua dins del tub. Quan la velocitat era baixa, la capa tenyida es mantenia diferent al llarg de tota la longitud del tub gran. Quan es va augmentar la velocitat, la capa es va trencar en un punt determinat i es va difondre per tota la secció transversal del fluid. El punt en què això va passar va ser el punt de transició del flux laminar al turbulent.
Reynolds va estudiar les condicions en què la circulació d'un fluid a l'interior d'una canonada passava del règim laminar al règim turbulent.
D'aquests experiments va sorgir el nombre de Reynolds adimensional per a la similitud dinàmica: la relació entre les forces inercials i les forces viscoses. El nombre de Reynolds apareix per primera vegada en 1883 en el seu article titulat An Experimental Investigation of the Circumstances Which Determine Whether the Motion of Water in Parallel Channels Shall Be Direct or Sinuous and of the Law of Resistance in Parallel Channels.
Reynolds també va proposar les que actualment es coneixen com les Reynolds-averaged Navier-Stokes equations per fluxos turbulents, en què determinades variables, com la velocitat, s'expressen com la suma del seu valor mitjà i de les components fluctuants.
Les contribucions de Reynolds a la mecànica de fluids es van aprofitar pels dissenyadors de vaixells (arquitectes navals). La capacitat de fer un model a petita escala d'un vaixell i extreure dades predictives útils pel que fa a un vaixell de mida completa, depèn directament de l'aplicació de l'experimentalista dels principis de turbulència de Reynolds als càlculs d'arrossegament per fricció, juntament amb una aplicació adequada de les teories de l'energia de les ones gravitatòries i de la propagació de William Froude. El mateix Reynolds va publicar una sèrie d'articles sobre el disseny de vaixells a Transactions of the Institution of Naval Architects.

## Publicacions
Les seves publicacions sobre dinàmica de fluids van començar a principis de la dècada de 1870. El seu model teòric final publicat a mitjans de la dècada de 1890 segueix sent el marc matemàtic estàndard utilitzat avui dia. Exemples de títols dels seus informes més innovadors:
- Reynolds, Osborne; 0 «An experimental investigation of the circumstances which determine whether the motion of water shall be direct or sinuous, and of the law of resistance in parallel channels». Proceedings of the Royal Society of London, 35, 1883, pàg. 84–99. Bibcode: 1883RSPS...35...84R. DOI: 10.1098/rspl.1883.0018.

- Reynolds, Osborne; 0 «On the dynamical theory of incompressible viscous fluids and the determination of the criterion». Proceedings of the Royal Society of London, 56, 1894, pàg. 40–45. Arxivat de l'original el 2018-07-22 [Consulta: 1r agost 2024].

- Reynolds, Osborne; 0. Papers on mechanical and physical subjects. 1, 1900.

- Reynolds, Osborne; 0. Papers on mechanical and physical subjects. 2, 1901.

- Reynolds, Osborne; 0. Papers on mechanical and physical subjects. 3, 1903.

- Reynolds, Osborne; 0. The Sub-Mechanics of the Universe, 1903. Arxivat 2024-02-23 a Wayback Machine.

- Reynolds, Osborne «On the dilatancy of media composed of rigid particles in contact. With experimental illustrations». Philosophical Magazine, 20, 1885, pàg. 469–481. Arxivat de l'original el 2022-02-03. DOI: 10.1080/14786448508627791. ISSN: 1941-5982. Plantilla:Zenodo [Consulta: 1r agost 2024].

- Reynolds, O. «On Certain Dimensional Properties of Matter in the Gaseous State. Part I. Experimental Researches on Thermal Transpiration of Gases through Porous Plates and on the Laws of Transpiration and Impulsion, Including an Experimental Proof That Gas is Not a Continuous Plenum. Part II. On an Extension of the Dynamical Theory of Gas, Which Includes the Stresses, Tangential and Normal, Caused by a Varying Condition of Gas, and Affords an Explanation of the Phenomena of Transpiration and Impulsion». Philosophical Transactions of the Royal Society of London, 170, 1879, pàg. 727–845. DOI: 10.1098/rstl.1879.0078. ISSN: 0261-0523.

- Reynolds, Osborne; 0. Cambridge University Press. Memoir of James Prescott Joule, 2011. ISBN 978-1-108-02880-6. Arxivat 2024-08-03 a Wayback Machine.

## Altres treballs
Reynolds va publicar uns setanta informes de recerca en ciència i enginyeria. Quan cap al final de la seva carrera es van reeditar com a col·lecció van omplir tres volums. Les àrees cobertes, a més de la dinàmica de fluids, van incloure la termodinàmica, la teoria cinètica dels gasos, la condensació de vapor, la propulsió de vaixells de tipus cargol, la propulsió de vaixells de turbina, els frens hidràulics, la lubricació hidrodinàmica i aparells de laboratori per a una millor mesura de l'equivalent mecànic de la calor de Joule. Pel seu treball sobre la lubricació, va ser batejat per Duncan Dowson com un dels 23 Homes de la tribologia.
Un dels temes que Reynolds va estudiar a la dècada de 1880 van ser les propietats dels materials granulars, inclosos els materials dilatants. L'any 1903 va aparèixer el seu llibre de 250 pàgines The Sub-Mechanics of the Universe, en el qual intentava generalitzar la mecànica dels materials granulars perquè fos capaç de comptabilitzar tota l'evidència física, tal com la coneixem, de l'Univers. El seu objectiu sembla haver estat construir una teoria de l'èter, que considerava en estat líquid. Les idees eren extremadament difícils d'entendre o avaluar i, en qualsevol cas, van ser superades per altres desenvolupaments de la física al mateix temps.
Nota: Un cràter de Mart porta el seu nom en el seu honor.